# Vlag van Dalfsen

vlag van de gemeente Dalfsen

De vlag van Dalfsen op 21 juli 1961 door de gemeenteraad van de toenmalige Overijsselse gemeente Dalfsen aangenomen als gemeentevlag. De vlag heeft een hoogte-breedteverhouding van 2:3 en is geblokt in wit en blauw van 20 stukken. Het patroon en de kleuren zijn afgeleid van het gemeentewapen van 1952. Ontwerper van de vlag was Th. G. Verlaan.
Op 24 juni 2002 is de vlag door de nieuwe gemeente Dalfsen, na een fusie met Nieuwleusen, opnieuw als gemeentevlag aangenomen. Hoewel in het nieuwe gemeentewapen delen van het oude wapen van Nieuwleusen zijn opgenomen is de vlag niet veranderd.

## Verwante afbeeldingen

Wapen van Dalfsen (1952)
Wapen van Dalfsen (2002)
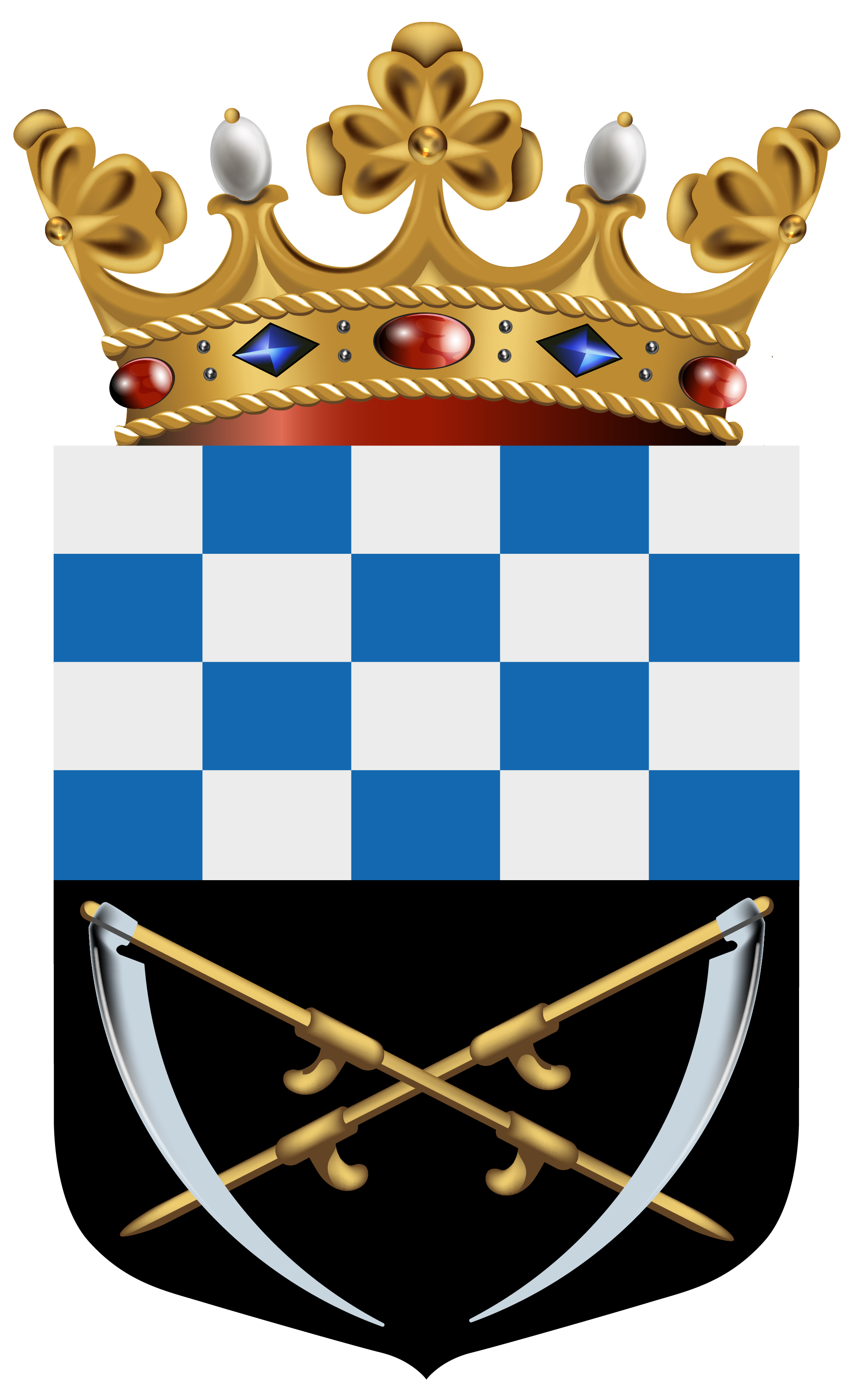
Wapen van Dalfsen (2023)
Vlagtekening volgens Kl. Sierksma Nederlands Vlaggenboek (1962)
Vlag van Nieuwleusen

Almelo 
· Borne 
· Dalfsen 
· Deventer 
· Dinkelland 
· Enschede 
· Haaksbergen 
· Hardenberg 
· Hellendoorn 
· Hengelo 
· Hof van Twente 
· Kampen 
· Losser 
· Oldenzaal 
· Olst-Wijhe 
· Ommen 
· Raalte 
· Rijssen-Holten 
· Staphorst 
· Steenwijkerland 
· Tubbergen 
· Twenterand 
· Wierden 
· Zwartewaterland 
· Zwolle